# Горенкова, Галина Павловна
Галина Павловна Горенкова (26 сентября 1931 — 13 июля 1983) — заслуженный тренер РСФСР, заслуженный тренер СССР.

## Биография
Галина Павловна Горенкова была ученицей тренера по художественной гимнастике Валентины Фёдоровны Худяковой.
В 1954 году стала выпускницей Омского государственного института физической культуры.
В 1969 году Галине Павловне Горенковой было присвоено звание «Заслуженный тренер РСФСР». В 1973 году стала «Заслуженным тренером СССР».
Галина Горенкова была первым тренером заслуженного мастера спорта СССР Галимы Шугуровой, по словам Галимы Шугуровой — единственным наставником. Работе со спортсменкой Галина Горенкова уделяла много времени, и в возрасте 13 лет Галима Шугурова смогла войти в юниорскую сборную.
Около 30 учениц тренера стали мастерами спорта. Она тренировала чемпионку СССР в групповых упражнениях Любовь Беликину, победительницу кубка СССР Галину Матюхину, Валентину Прихожую, Светлану Хлопину, Наталью Евстатенко, Наталью Зайцеву, Людмилу Александрову, гимнастку О. Матюхину.
Как тренер Галина Горенкова отличалась тем, что никого не выгоняла из своей группы по художественной гимнастике, объясняя это тем, что всем ученицам там найдется место.
Памяти Галины Горенковой посвящен турнир по художественной гимнастике, который проходит в Омске. Вначале турнир проводился на городском уровне, сейчас проходит на международном.
Умерла 13 июля 1983 года. Похоронена на Северо-Восточном кладбище.